# 交易所广场

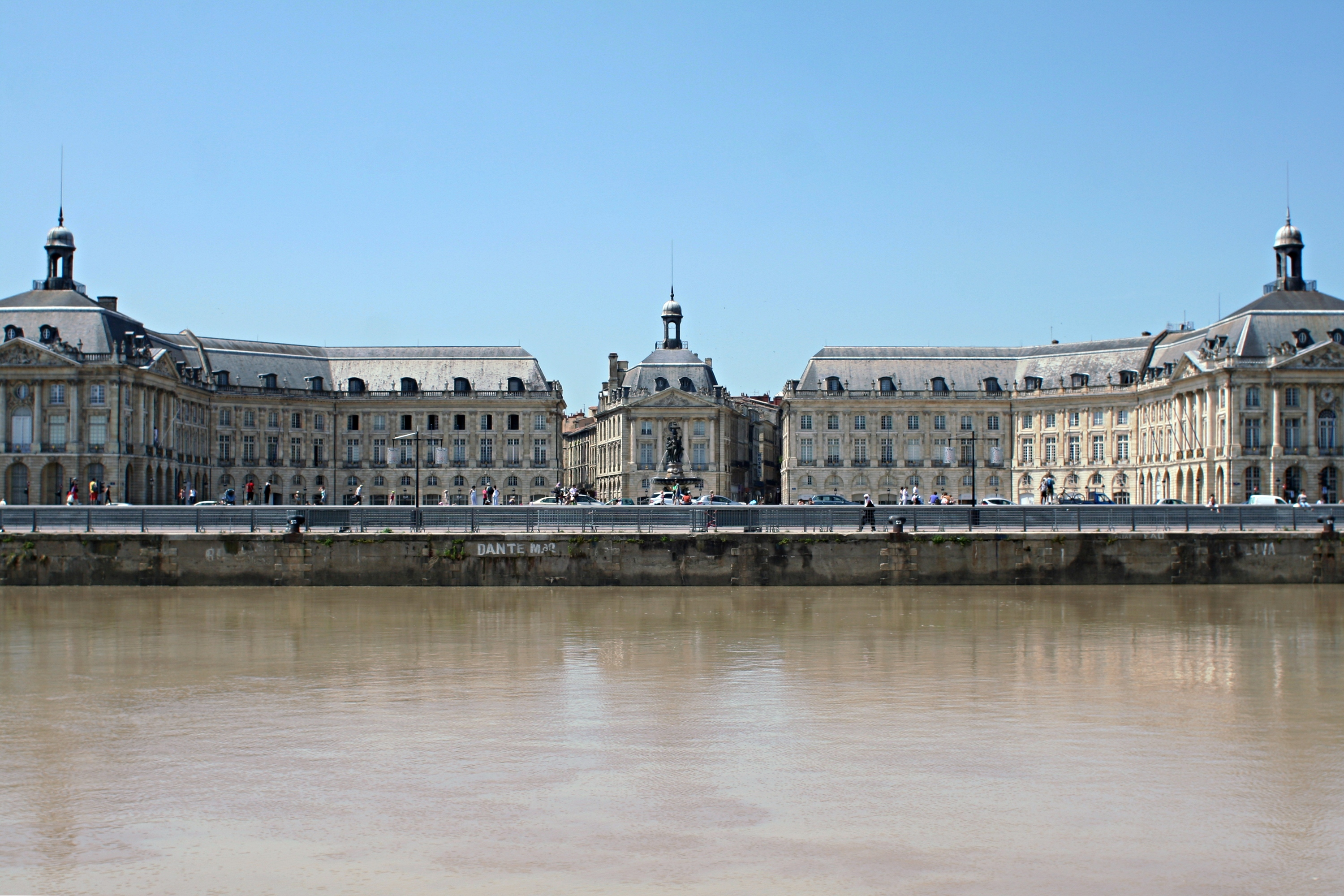
交易所广场

交易所广场（place de la Bourse）是法国城市波尔多的一个广场，由建筑师昂热-雅克·加布里埃尔设计，兴建于1730年和1775年之间。

## 历史

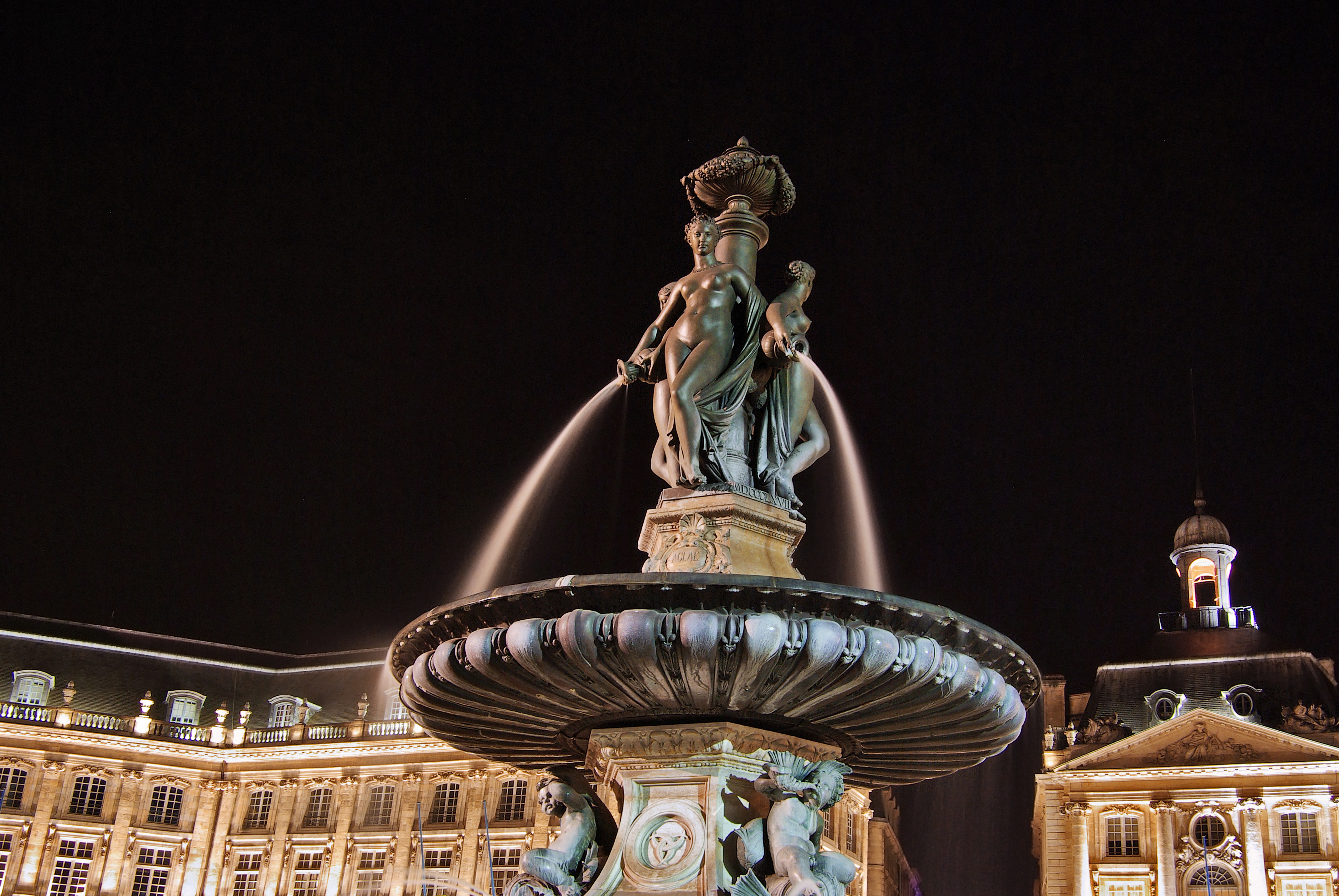
三女神喷泉

交易所广场在历史上曾先后命名为皇家广场，自由广场（革命期间）、帝国广场（拿破仑时期），复辟时期恢复为皇家广场。1848年，路易-菲利普一世时期，最终定名为交易所广场。  
交易所广场是波尔多中世纪城墙最早拆除的一段。管家鲍彻希望波尔多城市向加龙河敞开，使波尔多走向现代化，使来自加龙河右岸的旅客看见更为热情好客的面貌，于是拆除了环绕波尔多的一段城墙，建立了皇家广场。广场在1749年开幕，是城市繁荣的象征。广场中心设置了国王路易十五的骑马雕像。
法国革命期间，广场上的路易十五雕像被拆除，代之以自由之竿。拿破仑一世统治时期，广场更名为帝国广场（Place Impériale）。 
1828年，法国复辟时期，在广场上原来骑马雕像的位置，设置了一个小喷泉，周围为粉红色大理石围栏，顶部为白色帐篷和地球仪。1869年，又代之以目前的三女神喷泉。

## 建筑
交易所广场是18世纪法国建筑的经典作品。北面是交易所宫（Palais de la Bourse），现在是波尔多工商会（Chambre de Commerce et de l'Industrie de Bordeaux），南面是农场饭店（Hôtel des Fermes），现在是国家海关博物馆（Musée national des Douanes）。后者由昂热-雅克·加布里埃尔设计，兴建于1735年到1738年，竖立保护艺术的密涅尔瓦雕像和促进城市贸易的墨丘利雕像。国家海关博物馆在1984年开幕，展示了这个法国古老海关的历史。

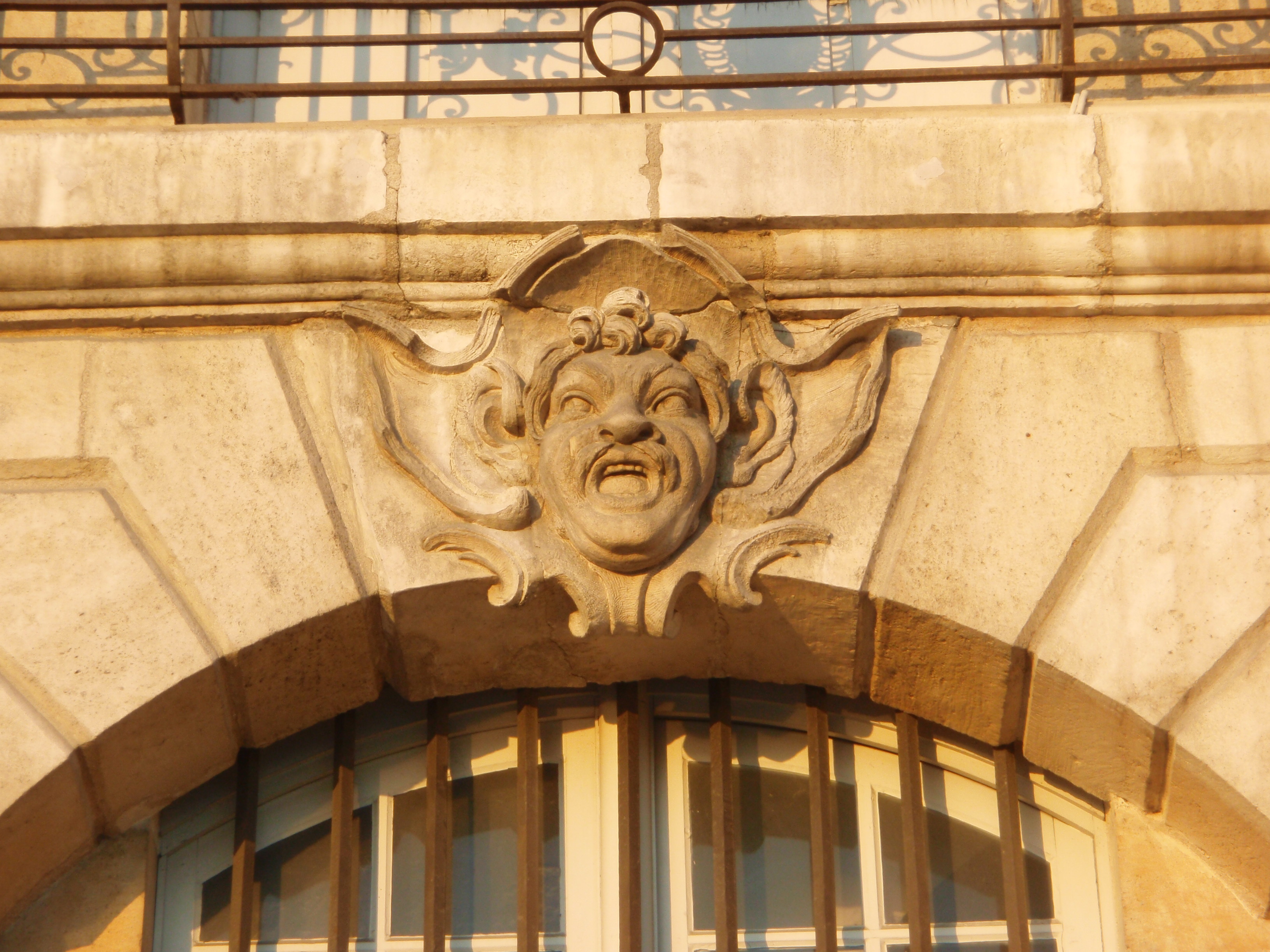
Mascaron

广场上的建筑装饰有各种各样的Mascaron：尼普顿、幻想动物、女性人物、天使、野兽... ，而非洲妇女则反映了波尔多在贩卖黑奴的三角贸易中达到繁荣。 